# جيمس ساندرز
جيمس ساندرز (بالإنجليزية: James Sanders)‏ (و. 1983  م) هو لاعب كرة قدم أمريكية، من الولايات المتحدة، ولد في بورتيرفيل، كاليفورنيا، يلعب كمُؤمن ‏.

## التعليم
تعلم في Monache High School ‏.